# Q (tipografía)
Q es una unidad tipográfica definida por la empresa japonesa Shaken Co. para su máquina de fotocomposición creada en 1925. La unidad Q especifica el tamaño de la fuente, que varía aumentando o disminuyendo la lente de la máquina que imprime los caracteres mediante la luz que pasa por ésta. Es representada por la letra Q debido a que corresponde a "Quarter" (cuarto, en inglés) ya que su longitud es la cuarta parte de un milímetro. También, debido al kanji homófono 級 (kyu), se puede traducir como "clase". Inicialmente, la Q tenía un valor de 0.5 mm debido a que los caracteres japoneses se escribían mayormente en vertical, pero en los años 30 se adopta la equivalencia definitiva de 0.25mm.

## Equivalencias
Las equivalencias entre una unidad Q y otras unidades empleadas en tipografía son las siguientes:
- 1Q = 0.25mm

- 1Q = 0.0098”

- 1Q = 0.709 pt

- 1Q = 0.665 dd

- Datos: Q12200903